# 卡达耶纳卢尔
卡达耶纳卢尔（Kadayanallur），是印度泰米尔纳德邦Tirunelveli县的一个城镇。总人口75604（2001年）。

## 人口
该地2001年总人口75604人，其中男性37196人，女性38408人；0—6岁人口9227人，其中男4772人，女4455人；识字率64.72%，其中男性为74.98%，女性为54.78%。